# Adrolampis iquitosana
Adrolampis iquitosana är en insektsart som beskrevs av Marius Descamps 1983. Adrolampis iquitosana ingår i släktet Adrolampis och familjen Romaleidae. Inga underarter finns listade i Catalogue of Life.